# Himalájai erdei rigó
A himalájai erdei rigó (Zoothera salimalii) a verébalakúak közt, a rigóféléken belül a Zoothera nem tagjai közé tartozó madárfaj. Korábban nem tekintették önálló madárfajnak, hanem a nepáli földirigó (Zoothera mollissima) egyik alfajának tartották. Tudományos nevének utótagját Szálim Ali indiai ornitológusról kapta. A himalájai erdei rigó az erdőhatár feletti részeken fészkel, szemben a nepáli földirigóval, amely főleg az erdős területeket részesíti előnyben. E madárfaj India területén Dardzsiling és Szikkim környékén fészkel, míg Kínában Jünnan tartomány alkotja elterjedési területét.
Genetikai vizsgálatok kimutatták, hogy a himalájai erdei rigó több millió éve vált különálló madárfajjá.

## Fordítás
Ez a szócikk részben vagy egészben  a   Himalayan forest thrush című angol Wikipédia-szócikk ezen változatának fordításán alapul.  Az eredeti cikk szerkesztőit annak laptörténete sorolja fel. Ez a jelzés csupán a megfogalmazás eredetét és a szerzői jogokat jelzi, nem szolgál a cikkben szereplő információk forrásmegjelöléseként.